# 宽叶苏铁
寬葉蘇鐵（学名：Cycas balansae）又稱雲南蘇鐵、巴兰萨苏铁、十万大山苏铁，是蘇鐵屬的一個物種，原產中國廣西西南部及雲南南部，也生長在越南北部。它生長在高山雨林，較耐寒。

## 習性
生長在垂直分布在海拔100至1300米季雨林，喜強光、溫暖乾燥和通風良好環境。喜肥沃、微酸性砂質壤土，生長較慢。

## 形態
莖為圓柱形，約一半在地下生長，地上莖高10至80公分，直徑10至25公分。外皮黑褐色，由宿存的葉柄基部包圍。葉片為1回羽狀裂葉，長1.5至3米，寬40至60公分，簇生於莖頂端，初生葉內捲，成長後硬而挺直。葉片為堅紙質或薄革質，大孢子葉球狀，長9至13公分。種子為紅色偏扁球形。

## 外部連結
1. ↑  .   [2013-12-20]. （原始内容存档于2013-12-21）.
2. ↑  .   [2013-12-20]. （原始内容存档于2014-08-22）.